# USS Hammann (1939)
De USS Hammann (DD-412) was een torpedobootjager van de Sims-klasse bij de Amerikaanse Marine, tijdens de Tweede Wereldoorlog. Ze opereerde voornamelijk in de Stille Oceaan, onderscheidde zich in de Slag in de Koraalzee en verging in de slag bij Midway door een torpedo van een Japanse onderzeeboot.

## Eerdere carrière
De USS Hammann werd te water gelaten door de Federal Shipbuilding and Drydock Company, Kearney, New Jersey op 4 februari 1939. Het schip werd vernoemd naar vaandrig Charles Hammann, die de Medal of Honor ontvangen had voor een reddingsactie tijdens de Eerste Wereldoorlog. De doopmeter was Miss Lillian Hammann. Het schip werd in dienst gesteld op 11 augustus 1939. De eerste commandant, en tevens de laatste van de torpedojager, was kapitein-ter-zee Arnold E. True. De USS Hammann bewaakte de Oostkust en voor de volgende twee jaren nam ze deel aan oefeningen en operaties aan beide kusten.

## Tweede Wereldoorlog

### Dienst in de Stille Oceaan
De USS Hammann was nabij IJsland, op 7 december 1941 tijdens de aanval op Pearl Harbor. Ze keerde snel terug naar Norfolk, Virgina, voor brandstof en bevoorrading, en vertrok op 6 januari 1942 naar de Stille Oceaan. Ze kwam in San Francisco aan op 22 januari 1942, na een reis via het Panamakanaal en voer op 25 februari, samen met viceadmiraal Fletcher's Task Force 17, voor daadwerkelijke acties naar de zuidelijke Stille Oceaan.
De torpedojager nam deel aan opleidingsmanoeuvres nabij Nieuw-Caledonië begin maart. Op 27 maart 1942 vertrok de Task Force 17 naar de Koraalzee. De USS Hammann trad op als escorteschip en luchtafweer voor het vliegdekschip USS Lexington (CV-2).
Ze keerde terug naar Tongatapu op 20 april. Task Force 17 keerde weer terug naar de Koraalzee op 27 april voor een verrassingsaanval en luchtaanval op de Japanse invasie strijdkrachten op Tulagi.
Tijdens de bescherming van de Amerikaanse vliegdekschepen gedurende de luchtaanvallen van 4 mei, werd de USS Hammann weggezonden om twee neergeschoten piloten te redden nabij Guadalcanal, zo een 40 mijl (65 km) in het noorden. Met volle kracht stoomde de torpedobootjager erheen en kwam er aan in de avondschemering en zag op het strand een markering met opengespreide parachutes. De motorsloep werd te water gelaten, maar de gevaarlijke branding verhinderde een veilige landing op het strand. Daarom werden de piloten aan boord gehaald met reddingslijnen. Na deze reddingstaak werd een poging gedaan om ook de neergestorte vliegtuigwrakken te bergen maar het ruige water maakte dit onmogelijk. Na deze succesvolle reddingsoperatie keerde de USS Hammann dezelfde nacht terug naar het USS Lexington-escortescherm.

### Slag in de Koraalzee

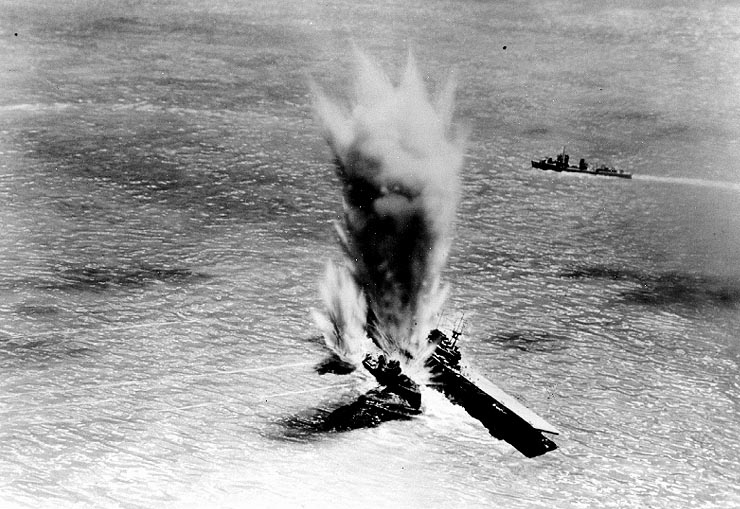
USS Hammann ligt naast USS Yorktown en beide krijgen een torpedo

Vier dagen later, op 8 mei vond de Slag in de Koraalzee plaats, de eerste zeeslag die geheel door vliegtuigen werd uitgevochten. Tijdens de eerste uitwisseling van luchtaanvallen beschermde de USS Hammann de beide vliegdekschepen, USS Lexington en de USS Yorktown (CV-5), en vuurde op de aanvallende Japanse torpedobommenwerpers. Net toen de vijandelijke torpedobommenwerpers terugkeerden naar hun vloot, verschenen Japanse duikbommenwerpers en vielen op hun beurt de Amerikaanse vloot aan. Eén aanval was gericht op de USS Hamman, maar de bom viel op een afstand van 200 yards (200 m) nabij de stuurboordzijde in het water.
De USS Lexington had al twee ernstige torpedotreffers geïncasseerd aan haar bakboordzijde. Men meende het schip terug onder controle te hebben maar een zware explosie in haar binnenste kort voor 13h00 gevolgd door diverse andere grote explosies, bezegelde haar lot.
De order om het schip te verlaten werd gegeven en de USS Hammann, USS Morris (DD-417) en de USS Anderson (DD-411) namen de overlevenden aan boord. De torpedojager pikte ongeveer 500 man uit het water. De "Lady Lex" weigerde te zinken zodat een genadeschot nodig was van de torpedobootjager USS Phelps (DD-360).

### Slag bij Midway

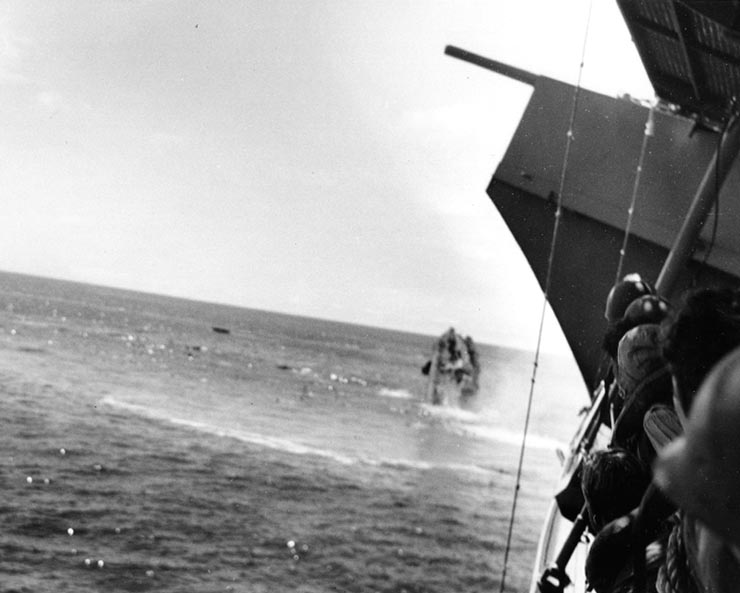
Hammann zinkende.

De Slag in de Koraalzee remde de Japanse expansiedrang naar het zuidoosten af, maar nieuwe vooruitzichten tot een zeeslag zonden de USS Hammann naar het noorden. Onder dringende orders van vloot-admiraal Nimitz vanwege een nieuwe Japanse bedreiging, voer de USS Hammann naar Pearl Harbor met de Task Force. Ze kwam er op 27 mei 1942 aan. Na de nodige herstellingen vertrok ze daarna op 30 mei naar Midway, waar ze net op tijd aankwam voor deelname aan de Slag bij Midway.
Gedurende de Japanse luchtaanvallen op 4 juni beschermde en escorteerde de USS Hammann het vliegdekschip USS Yorktown. Met haar boordgeschut hielp zij het vliegdekschip vele luchtaanvallen af te weren en tal van vliegtuigen neer te schieten. De USS Yorktown kreeg echter twee torpedo's en meerdere bommen te verwerken. Vanwege de zware slagzij die zij maakte werd die middag besloten het schip te verlaten. De USS Hammann pikte overlevenden op uit het water, met inbegrip van kapitein-ter-zee Elliott Buckmaster, en vervoerde hen naar grotere oorlogsschepen.
De volgende morgen werd geprobeerd het vliegdekschip alsnog te redden nu het schip niet gezonken bleek te zijn gedurende de nacht. Een rompbemanning keerde terug aan boord om de branden te blussen en het schip gereed te maken voor een sleepreis. De USS Vireo, een sleepboot-mijnenveger werd erbij gehaald om de ernstig getroffen schip op sleeptouw te nemen.
De USS Hammann kwam op 6 juni langszij om een reparatieploeg over te zetten. Zij leverde vervolgens slangen en water om de branden te bestrijden, stroom en andere diensten aan het getroffen schip.
De bemanning maakte goede voortgang bij het blussen van de branden en het weer rechtzetten van de USS Yorktown. De reddings- en berginspogingonderneming was al onderweg naar huis, toen het beschermende cordon van torpedojagers werd doorbroken door de Japanse onderzeeër I-168, in de namiddag van 6 juni. De Japanse commandant Tanabe zag door zijn periscoop het langzaam voorbijvarende vliegdekschip en de torpedobootjager langszij. Tanabe aarzelde niet en lanceerde vier torpedo's. Twee torpedo's misten het gezelschap en één passeerde onder de USS Hammann door en trof de USS Yorktown. De vierde torpedo was een voltreffer op de USS Hammann. Zij werd midscheeps getroffen en brak nagenoeg in tweeën.
Terwijl de resten van de explosie neerregenden werden de schepen bij elkaar weggeslingerd. Het was duidelijk dat de USS Hammann ging zinken zodat de andere schepen te hulp schoten en reddingsvlotten uitzetten. De USS Hammann zonk in vier minuten. Tijdens het zinken vond onder water nog een grote ontploffing plaats die veel slachtoffers eiste. De dieptebommen waren immers scherp afgesteld en ontploften toen de USS Hammann de ingestelde diepte bereikte. Dit bracht het dodental tot meer dan 80 manschappen. Overlevenden werden aan boord genomen door de USS Benham (DD-397) en USS Balch (DD-363). De USS Hammann verging op positie 30°36 N. en 176°34 W. in de Stille Oceaan.

## Eerbewijzen
De gezagvoerder van de USS Hammann, kapitein-ter-zee Arnold E. True, werd geëerd met het Navy Cross en het Navy Distinguished Service Medal vanwege zijn optreden als commandant van de USS Hammann tijdens de Slag in de Koraalzee en de Slag om Midway.
De USS Hammann zelf kreeg American Defense Service Medal, Asiatic-Pacific Campaign Medal (2 sterren) en de World War II Victory Medal.